# タンタン チベットをゆく
タンタン チベットをゆく（Tintin in Tibet）は、ベルギーの漫画家エルジェによるシリーズ『タンタンの冒険』の第20作目である。 1958年9月から翌年11月までタンタンマガジンに毎週連載され、1960年に単行本として出版された。
この物語は、ヒマラヤ山脈での飛行機事故で亡くなったと話した人全員が主張する友人のチャンを捜す少年ルポ記者タンタンの物語。 チャンが生きていると信じてしているタンタンは、スノーウィー、ハドック船長、シェルパのガイド複数人とタルケだけを伴いヒマラヤの山々を越えチベットへ向かう。